# 开伯尔山口
开伯尔山口（普什圖語：‎；烏爾都語/波斯語：درۂ خیبر)（altitude: 1,070或3,510英尺；Khyber Pass）为连接阿富汗与巴基斯坦的重要山口，自古至今为南亚与中亚的重要商贸线，具有重要的军事战略地位。开伯尔山口为兴都库什山餘脈的萨菲德山脉的切口，在巴基斯坦边陲小镇 Landi Kotal 一侧的长度达5公里。
該地區亦以生產仿製英國、前蘇聯和美國的槍械為名。